# 시큐브 (소프트웨어 기업)
시큐브(Secuve)는 대한민국의 보안 소프트웨어를 개발하는 IT기업이다. 본사는 서울특별시 구로구 구로3동 222-3번지 JNK디지털타워 801호에 위치해 있다. 대표이사는 김명배이다.
서버보안, 특권계정관리 및 접근통제, 랜섬웨어 대응기술, 생체수기 서명인증 등 기술 등을 보유하고 있다.

## 참고 문헌
1. ↑  최관순, SK증권 Company Comment-시큐브, 2012-6-21
2. ↑  시큐브, 김명배 대표이사 체제로 변경, 이데일리, 2024년 08월 21일
3. ↑  시큐브, 홍기융-김명배 각자대표 체제로, 머니투데이, 2024.03.28